# Collectaire
 (avril 2021).
Si vous disposez d'ouvrages ou d'articles de référence ou si vous connaissez des sites web de qualité traitant du thème abordé ici, merci de compléter l'article en donnant les références utiles à sa vérifiabilité et en les liant à la section « Notes et références ».
Le collectaire est un recueil de toutes les oraisons du célébrant lors de la célébration de l'Eucharistie de l'Église catholique romaine, ou en tout cas de la première oraison appelée anciennement « collecte » parce qu'après avoir invité l'assemblée à prier, le prêtre présente une prière qui est censée reprendre toutes les prières pour les présenter en même temps à Dieu.
Normalement, la première oraison (la « collecte » proprement dite) est la seule à avoir une longue conclusion : « Par Jésus, le Christ, notre Seigneur, qui vit et règne avec Toi, Père et l'Esprit Saint, Dieu, pour les siècles des siècles. Amen ! »